# Miami Dolphins
Miami Dolphins är en professionell klubb i amerikansk fotboll i Miami i Florida i USA, som spelar i National Football League (NFL), i American Football Conference (AFC) East Division. Klubbens hemmaarena är Hard Rock Stadium, som ligger i förorten Miami Gardens.
Klubben spelade sin första säsong 1966, som en nybildad klubb i American Football League (AFL). Dolphins spelade där fram till dess att AFL slogs ihop med NFL inför 1970 års säsong.
Dolphins hade sin storhetstid på 1970-talet då man vann sina två Super Bowl-titlar. Säsongen 1972 lyckades man som första, och hittills (till och med 2023) enda, NFL-klubb vinna alla matcher under säsongen i både grundserien och slutspelet.

## Historia

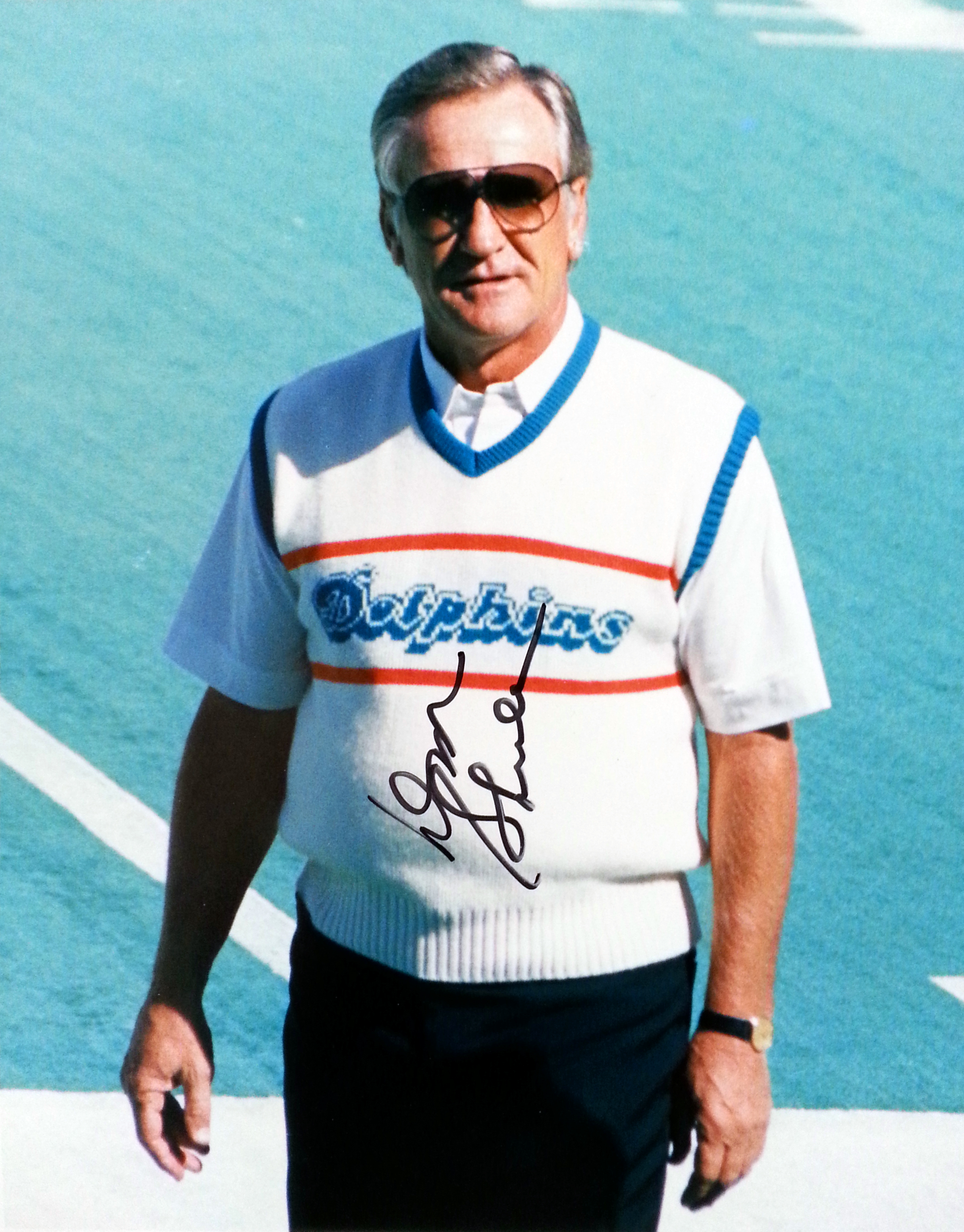
Don Shula.

Klubben grundades den 16 augusti 1965 som den första nybildade klubben (expansion team) i American Football League (AFL), som var en direkt konkurrerande liga till NFL. Första säsongen för Dolphins var 1966. De två ligorna gick ihop 1970 och därmed blev Dolphins en del av NFL. De fyra säsongerna i AFL gick inte speciellt bra för Dolphins, som endast vann 15 av 56 matcher.
På 1970-talet gick det dock betydligt bättre, med tränaren Don Shula som under 1971 års säsong förde klubben till Super Bowl, där man förlorade mot Dallas Cowboys. Året därefter gick Dolphins obesegrade genom grundserien och vann dessutom Super Bowl. Dolphins blev därmed den första klubben i modern tid att bli mästare utan att förlora en enda match. Även under 1973 års säsong blev det vinst för Dolphins i Super Bowl, men det är också den senaste gången som klubben har blivit mästare.
Dolphins skördade en del framgångar även på 1980-talet (två förluster i Super Bowl) och på 1990-talet med Dan Marino som quarterback, men sedan millennieskiftet har klubben haft det svårt, delvis beroende på att divisionsrivalen New England Patriots under 2000-talet har upplevt en storhetstid.

## Hemmaarena

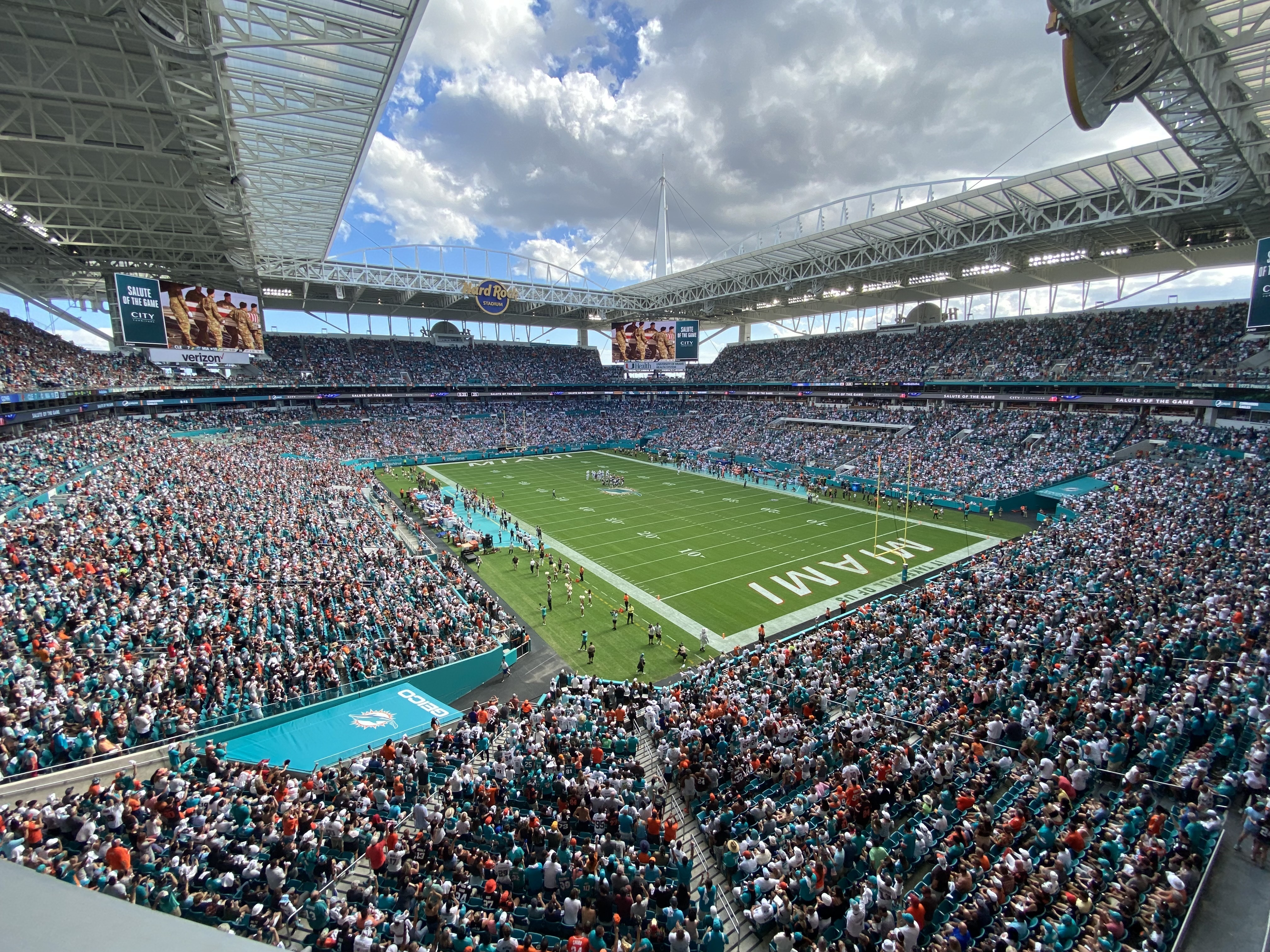
Hard Rock Stadium 2022.

Dolphins spelar sina hemmamatcher på Hard Rock Stadium i Miami Gardens, cirka 25 kilometer nordväst om centrala Miami. Publikkapaciteten på arenan när Dolphins spelar är cirka 65 000 åskådare.
Klubben har spelat i arenan sedan 1987, men namnet på arenan var från början Joe Robbie Stadium och sedan dess har arenan bytt namn ett antal gånger.
Arenan kostade 115 miljoner dollar att bygga. Under 2007 genomgick den en renovering som kostade 250 miljoner dollar och under 2015 en som kostade 350 miljoner dollar.
Dolphins spelade på Miami Orange Bowl under klubbens första 21 säsonger 1966–1986.

## Tävlingsdräkt
- Hemma: Vit tröja, blågröna byxor
- Borta: Blågrön tröja, vita byxor
- Hjälm: Vit med klubbens logotyp

## Super Bowls
Klubben har spelat i fem Super Bowls:
- Super Bowl VI – förlust mot Dallas Cowboys med 3–24
- Super Bowl VII – vinst mot Washington Redskins med 14–7
- Super Bowl VIII – vinst mot Minnesota Vikings med 24–7
- Super Bowl XVII – förlust mot Washington Redskins med 17–27
- Super Bowl XIX – förlust mot San Francisco 49ers med 16–38

## Spelare och ledare i Pro Football Hall of Fame

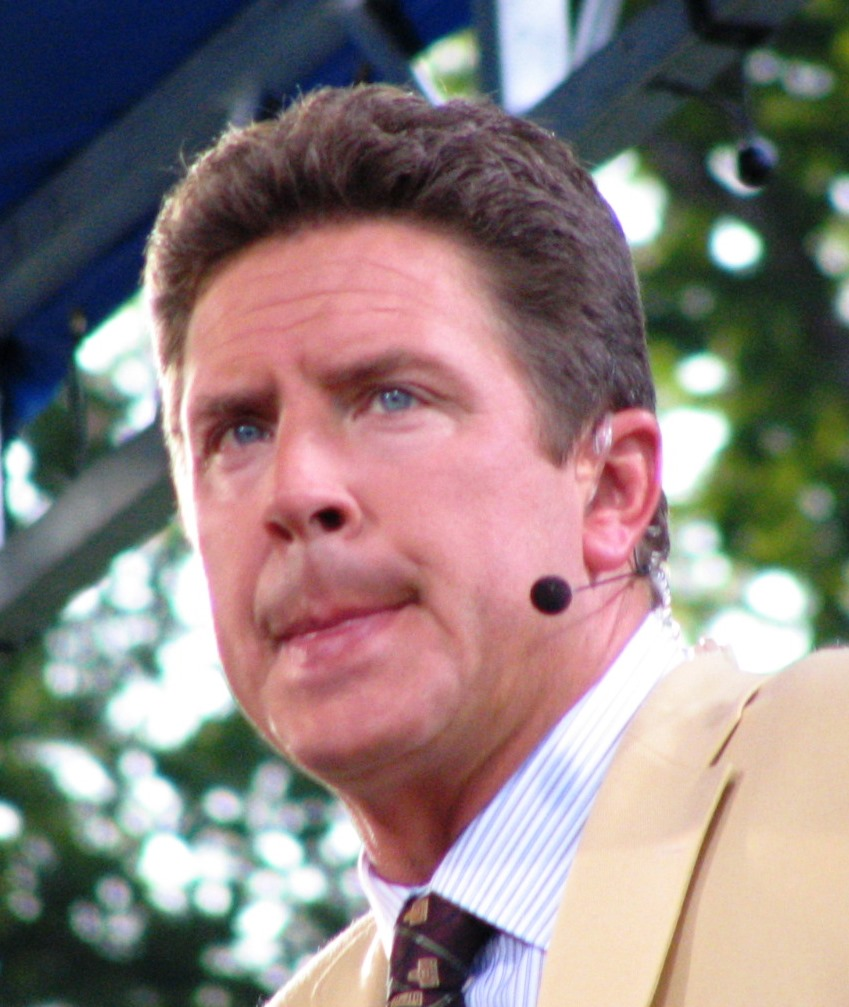
Dan Marino.

17 spelare och ledare i Miami Dolphins hade till och med 2023 valts in i Pro Football Hall of Fame:
- Bobby Beathard
- Nick Buoniconti
- Cris Carter
- Larry Csonka
- Bob Griese
- Jimmy Johnson
- Jim Langer
- Larry Little
- Dan Marino
- Junior Seau
- Don Shula
- Dwight Stephenson
- Jason Taylor
- Thurman Thomas
- Zach Thomas
- Paul Warfield
- George Young

## Klubbrekord
| Kategori      | Spelare/ledare | Rekord       | Säsonger        |
| ------------- | -------------- | ------------ | --------------- |
| Passningar    | Dan Marino     | 61 361 yards | 1983–1999       |
| Springspel    | Larry Csonka   | 6 737 yards  | 1968–1974, 1979 |
| Mottagningar  | Mark Duper     | 8 869 yards  | 1982–1992       |
| Poäng         | Olindo Mare    | 1 048 poäng  | 1997–2006       |
| Tränarvinster | Don Shula      | 257 vinster  | 1970–1995       |